# Лук'янченко Станіслав Олександрович
Станіслав Олександрович Лук'янченко (17 жовтня 1928, селище Нова Водолага, тепер Нововодолазького району Харківської області — 22 вересня 2001, місто Одеса) — український радянський діяч, морський інженер, начальник Далекосхідного (1964—1968) та Чорноморського (1978—1986) морських пароплавств. Депутат Ради Союзу Верховної Ради СРСР 10—11-го скликань (у 1979—1986 роках) від Одеської області.

## Біографія
Народився в родині службовця. У 1947 році поступив на експлуатаційний факультет Одеського інституту інженерів морського флоту і закінчив його у 1952 році.
У 1952 році отримав скерування в Далекосхідне морське пароплавство (місто Владивосток). У 1952—1959 роках — інженер-експлуатаційник, старший диспетчер, начальник відділу, начальник служби експлуатації Далекосхідного морського пароплавства. Член КПРС з 1956 року.
У 1959—1964 роках — секретар партійного комітету Далекосхідного морського пароплавства.
У 1964—1968 роках — начальник Далекосхідного морського пароплавства. Під його керівництвом пароплавство відкрило дві міжнародні лінії, почалося освоєння контейнерних перевезень шляхом переобладнання суден-лісовозів в комірчасті контейнеровози. Пароплавство успішно виконувало плани із завезення народногосподарських вантажів в Арктику, в порти з обмеженими термінами навігації, а також у закордонних плаваннях.
З 1969 року — начальник планово-економічного управління та член колегії Міністерства морського флоту СРСР, у 1970—1978 роках — заступник міністра морського флоту СРСР.
У 1978—1986 роках — начальник Чорноморського морського пароплавства (місто Одеса).
У 1987—1996 роках — доцент кафедри судноводіння Одеського вищого інженерного морського училища.
У 1996—2001 роках — на різних посадах в Чорноморсько-Азовському управлінні морських шляхів.
Потім — на пенсії у місті Одесі, де помер і похований на Другому Християнському цвинтарі.

## Нагороди
- орден Леніна
- орден Жовтневої Революції
- орден Дружби народів
- три ордени Трудового Червоного Прапора
- ряд орденів і медалей соціалістичних країн